# Roger Chaussabel
Roger Chaussabel (Marsella, Francia; 18 de febrero de 1932-Var, Francia; noviembre de 2023) fue un ciclista profesional francés especialista en ciclismo en ruta reconocido por tener el farolillo rojo en el Tour de Francia 1956.

## Equipos
| Periodo   | Equipo                     |
| --------- | -------------------------- |
| 1954-1955 | Terrot-Hutchinson          |
| 1956      | Follis-Dunlop              |
| 1957      | Coupry-La Perle-Hutchinson |
| 1958      | Margnat-Coupry             |
| 1959-1960 | Saint-Raphael-R. Geminiani |
| 1961      | Margnat-Rochet-Dunlop      |

## Logros
- Victoria en la octava etapa de la Vuelta a Túnez en 1955.
- Victoria en la segunda etapa del Gran Prix de Niza en 1958.

## Participación en competiciones grandes
- Tour de Francia: 3 apariciones

| 1956 - 88° (farolillo rojo) | 1957 - 47° | 1958 - 70° |

- Vuelta a España: 1 aparición

1959 - abandonó en la etapa 15